# رحلات غوليفر بين ليليبوتيانس والعمالقة
رحلات غاليفر بين ليليبوتيانس والعمالقة هو فيلم أبيض وأسود فرنسي قصير صامت من إنتاج عام 1902 وإخراج جورج ميلييس، صدر في الولايات المتحدة تحت عنوان رحلات جاليفر بين ليليبوتيانس والعمالقة وفي المملكة المتحدة كرحلات جاليفر - في أرض ليليبوتيانس والعمالقة ، استنادًا إلى رواية جوناثان سويفت عام 1726 رحلات غوليفر.